# المفكرات الجماهيريات
 إن مصطلح «المفكرات الجماهيريات» يشير إلى النساء المفكرات جماهيريًا من خلال الأوساط العامة. وعلى الرغم من أن مصطلح «المفكر الجماهيري» ظل غير محدد بين الجنسين من الناحية التقليدية، إلا أنه من الناحية التاريخية لا يزال دورًا يهيمن عليه الرجال بالدرجة الأولى.
  هناك عدة تفسيرات لقلة المفكرات الجماهيريات من النساء مقارنةً بنظرائهن من الرجال، تتناول هذه التفسيرات مسائل مثل: التمييز المؤسسي، والمشكلات الناجمة عن المفكرات اللاتي يدافعن عن الأيديولوجية والنظرية النسوية، وتأثير الإعلام على وضع تصور «المرأة كجسد».